# François Gorguereau
François Gorguereau est un homme politique français né le 14 octobre 1739 à Bourges (Cher) et décédé le 22 juillet 1809 à Paris.

## Biographie
Juge au tribunal du 5ème arrondissement de Paris, il est député de la Seine de 1791 à 1792, siégeant avec les modérés.